# 聖霊大聖堂 (ミンスク)

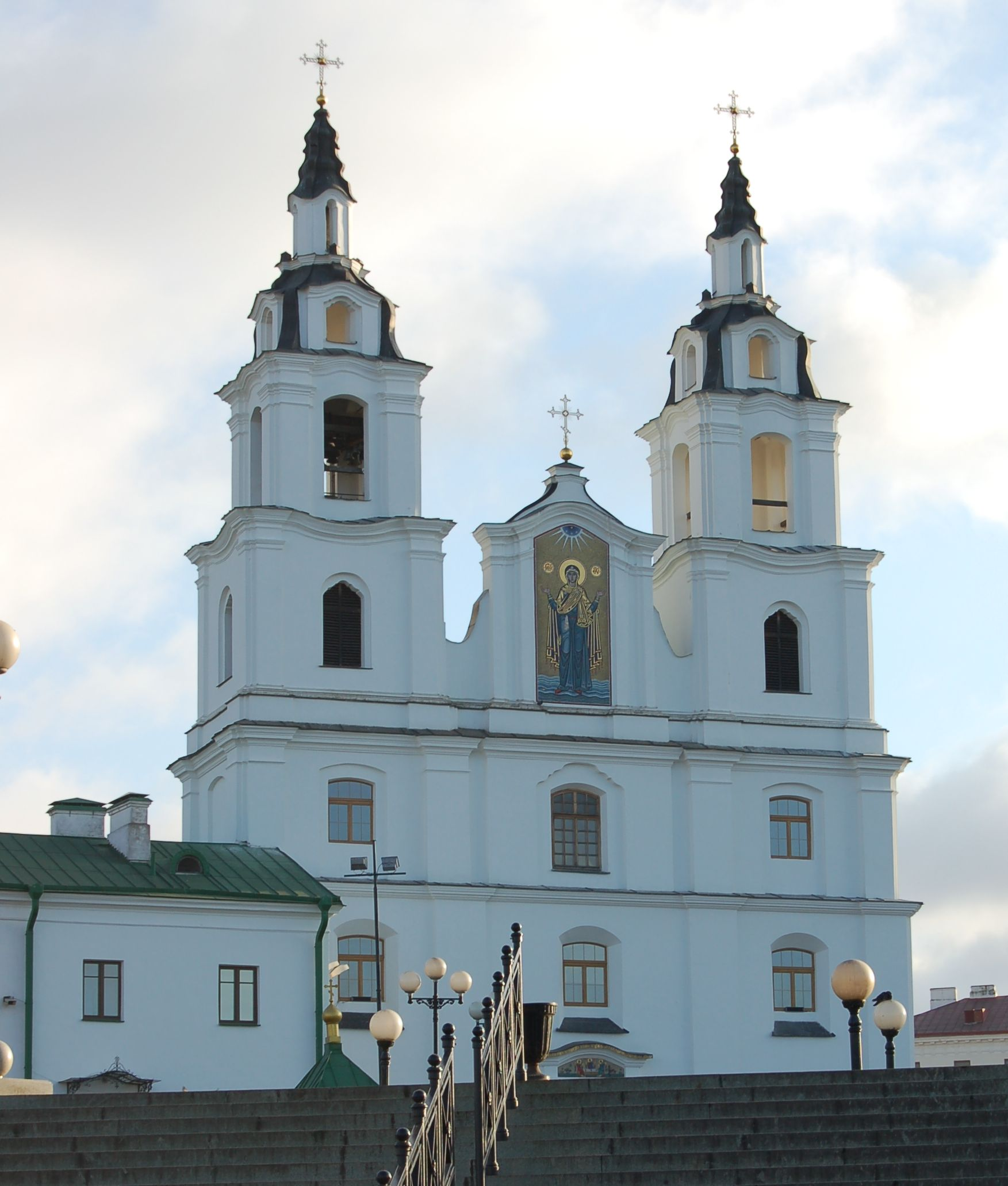

聖霊大聖堂（ベラルーシ語: Кафедральны сабор Сашэсця Святога Духа,ロシア語: Кафедральный собор Сошествия Святого Духа）はベラルーシの首都ミンスクのシヴィスワチ川を見下ろす位置にあるバロック式の大聖堂。1633年から1642年にカトリック教会の修道院として建てられたが1852年にロシア正教の教会となった。十月革命後にボリシェヴィキによって閉鎖されるが再開され現在ベラルーシ正教会の中心的教会となっている。奇跡を起こすと信じられているイコン「 ミンスクの聖母」は1500年にこの地で住民により発見され所蔵されている。